# 拉本瓦德科格爾山

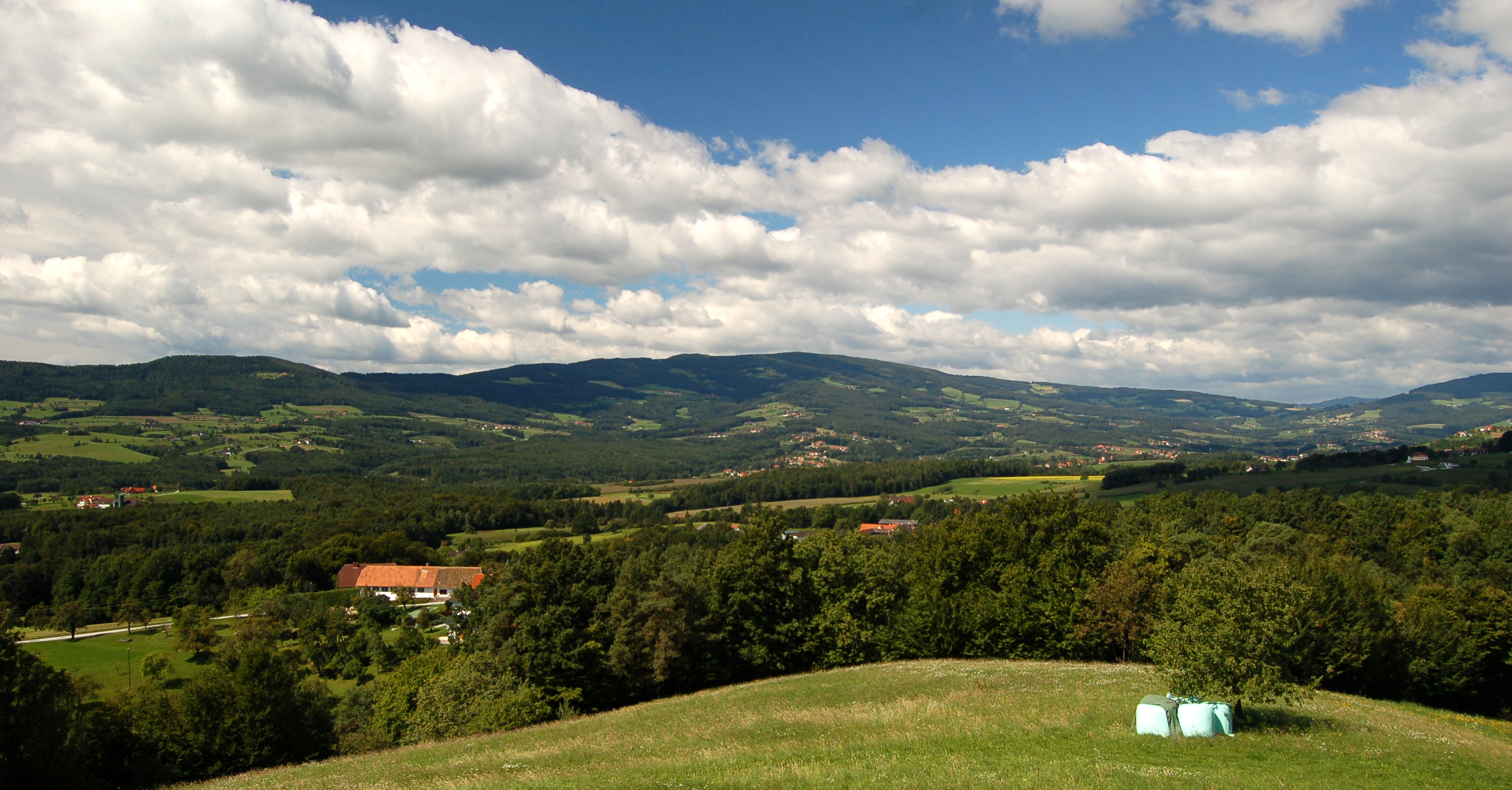

47°18′07″N 15°44′11″E / 47.301817°N 15.736449°E
拉本瓦德科格爾山（德語：Rabenwaldkogel），是奧地利的山峰，位於該國東南部，由施泰爾馬克州負責管轄，屬於穆爾以東前阿爾卑斯山脈的一部分，海拔高度1,280米，每年平均降雨量1,475毫米。